# مارك ويليام بوي
مارك ويليام بوي(بالإنجليزية: Marc William Buie)‏ مواليد 1958 هو عالم فلك أمريكي ومكتشف غزير للكواكب الصغيرة يعمل في معهد أبحاث الجنوب الغربي في بولدر كولورادو في قسم علوم الفضاء. عمل سابقًا في مرصد لويل في فلاغستاف، أريزونا، وكان عالمًا في مهمة تلسكوب الفضاء الحارس لمؤسسة B612، المكرسة لحماية الأرض من أحداث اصطدام الكويكبات.